# Łożysko (mechanika)

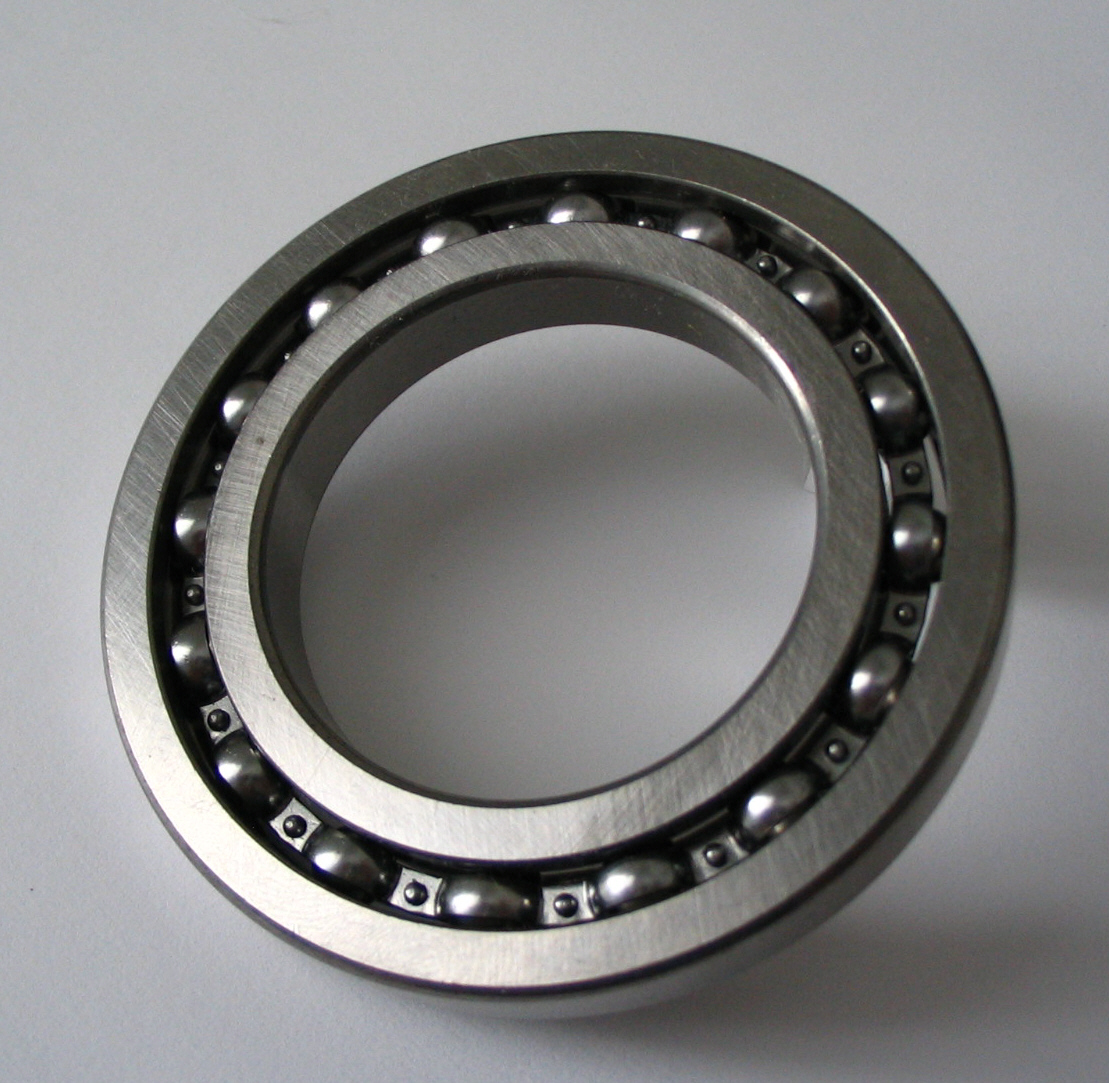
Łożysko kulkowe

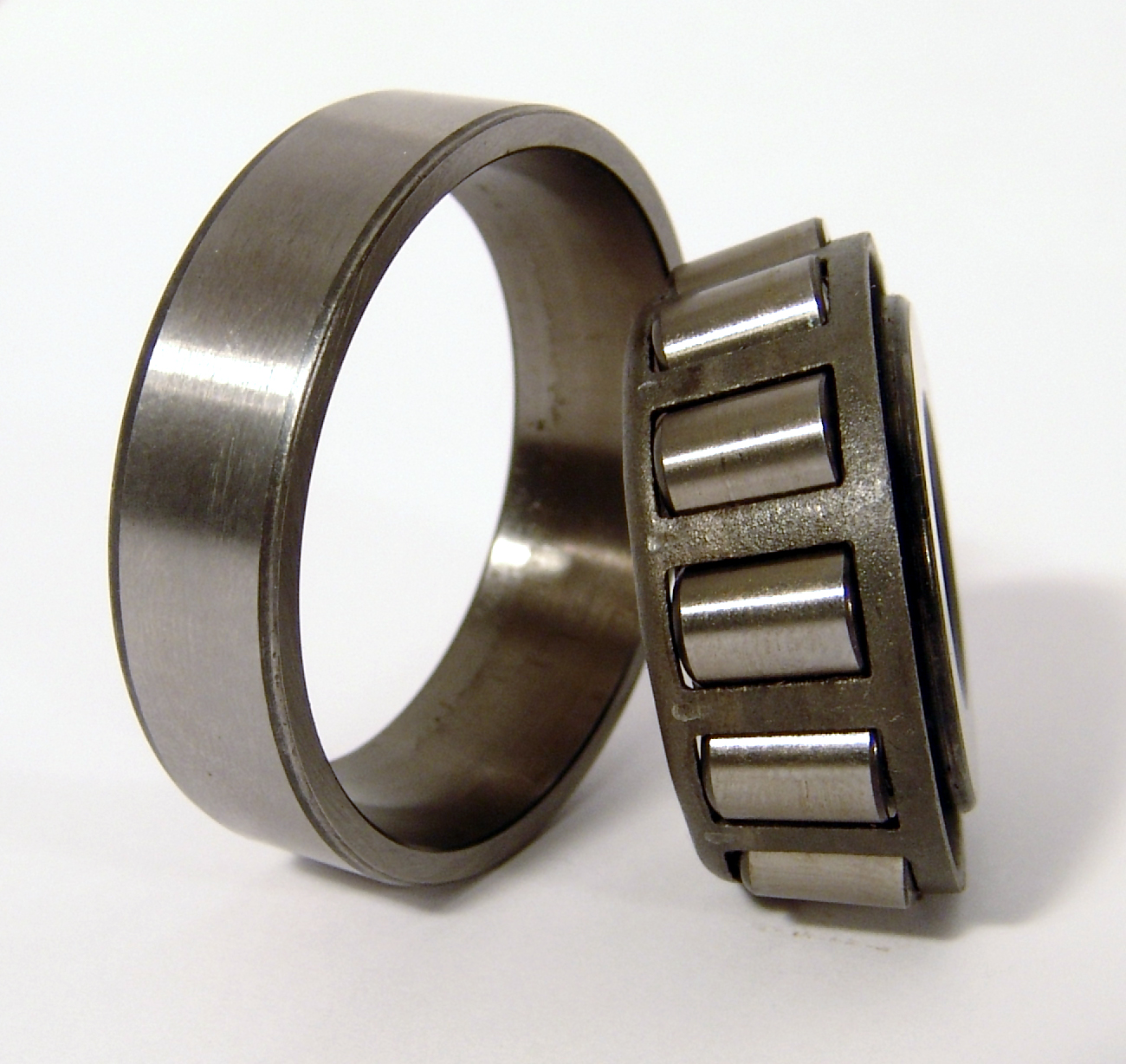
Dzielone łożysko stożkowe

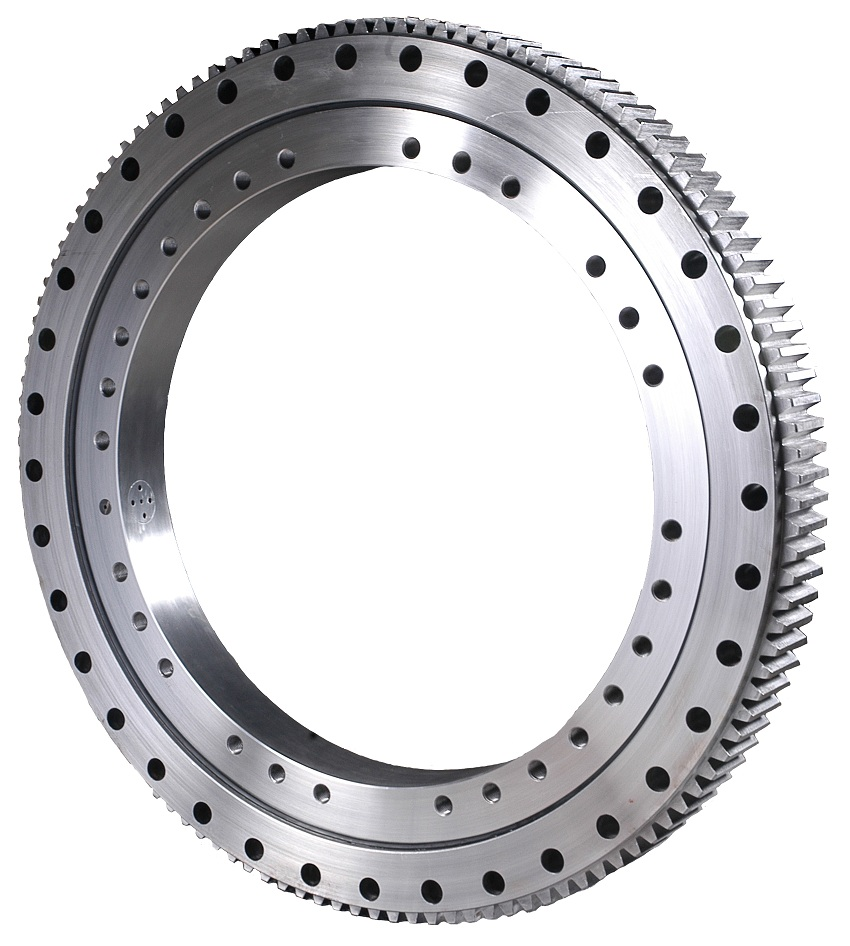
Łożysko wieńcowe

Animacja łożyska w ruchu

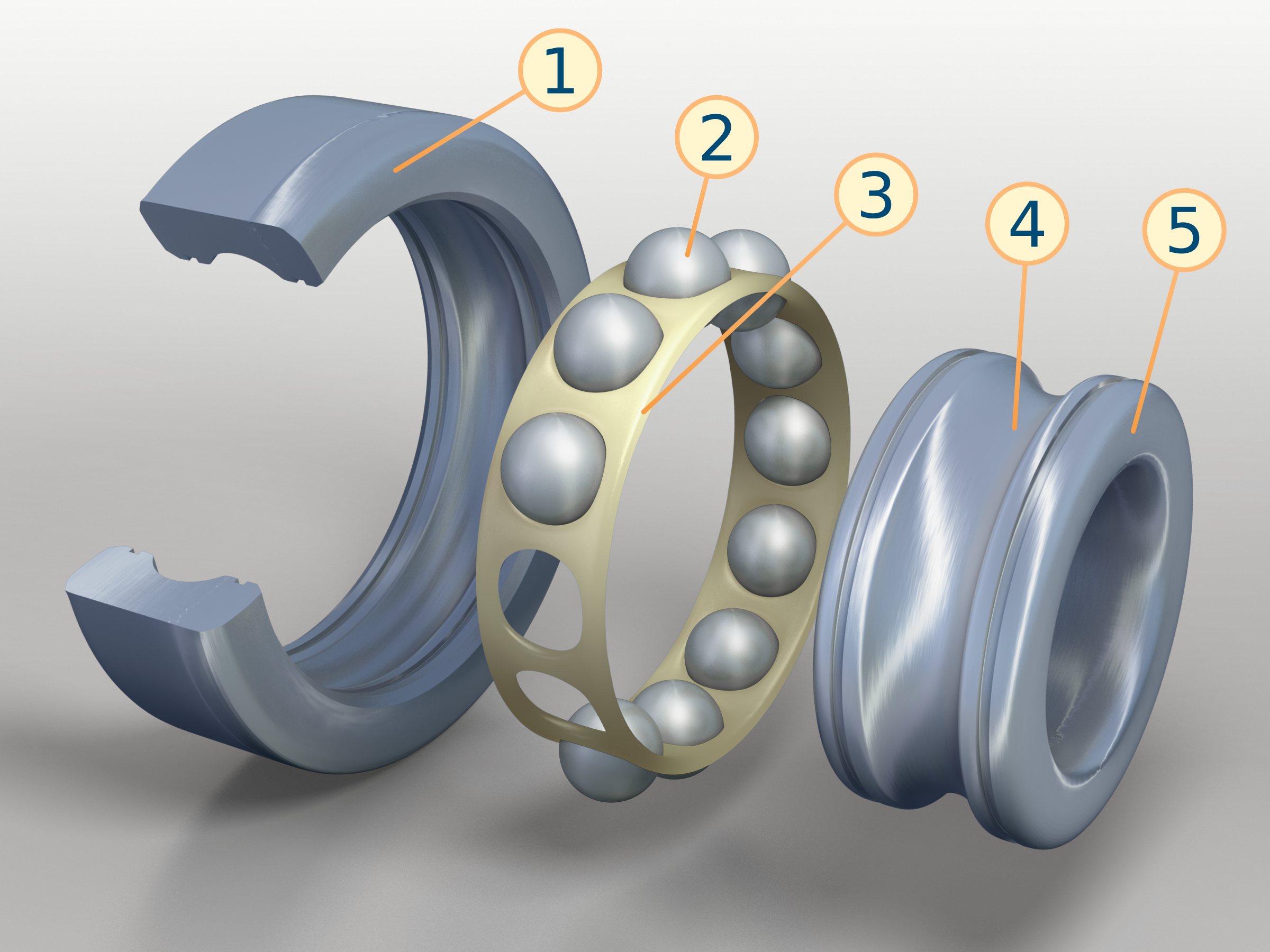
Elementy kulkowego łożyska tocznego: 1 – pierścień zewnętrzny, 2 – kulka (część toczna), 3 – koszyk, 4 – bieżnia, 5 – pierścień wewnętrzny

Łożysko (podpora) – część urządzenia technicznego (maszyny, mechanizmu) podtrzymująca (łożyskująca) inną jego część (łożyskowaną) w sposób umożliwiający jej względny ruch obrotowy (np. wał, oś). 
Cechy materiału łożyskowego: wysoka podatność na obróbkę cieplną; zmianę własności mechanicznych i plastycznych poprzez zmianę struktury, mała odkształcalność, odporność na zatarcie, mały współczynnik tarcia suchego, odporność na zużycie, odporność na korozję, wytrzymałość na nacisk w temperaturze pracy, wytrzymałość zmęczeniowa, dobre przewodnictwo cieplne, stabilność geometryczna, obrabialność.

## Podział łożysk
Łożyska dzieli się na:
- łożyska mechaniczne
  - łożyska ślizgowe
    - łożyska promieniowe (poprzeczne)
    - łożyska wzdłużne

  - łożyska toczne
    - łożyska promieniowe (poprzeczne)
      - łożyska kulkowe
        - łożyska kulkowe zwykłe
        - łożyska kulkowe skośne
        - łożyska kulkowe wahliwe

      - łożyska walcowe
      - łożyska stożkowe
      - łożyska baryłkowe
      - łożyska igiełkowe

    - łożyska wzdłużne
      - łożyska kulkowe wzdłużne
      - łożyska baryłkowe wzdłużne

    - łożyska wieńcowe

  - łożyska sprężyste - stosowane w mechatronice[3]
    - łożyska na sprężynach płaskich
    - łożyska na sprężynach krzyżowych
    - łożyska na zawieszkach skrętnych
- łożyska hydrauliczne
  - łożyska hydrostatyczne
  - łożyska hydrodynamiczne
- łożyska magnetyczne
  - łożyska magnetyczne statyczne
  - łożyska magnetyczne dynamiczne
- łożyska elektryczne
  - łożyska elektrostatyczne
  - łożyska elektromagnetyczne

Z uwagi na wykorzystane materiały do produkcji łożysk możemy je podzielić na:
- łożyska z tworzyw sztucznych
- łożyska stalowe – ze stali chromowej
- łożyska nierdzewne – ze stali nierdzewnych
- łożyska hybrydowe – stalowe bieżnie, ceramiczne elementy toczne (azotek krzemu lub dwutlenek cyrkonu), koszyk stalowy lub z tworzywa sztucznego
- łożyska ceramiczne – ceramiczne bieżnie i elementy toczne, koszyk z tworzywa sztucznego
- łożyska całoceramiczne – ceramiczne bieżnie i elementy toczne, brak koszyczka)[4].

## Oznaczenia łożysk
Oznaczenia uszczelnień
- Z – blaszka ochronna
- 2Z – blaszka ochronna Z z obu stron łożyska
- ZN – blaszka ochronna i rowek osadczy na pierścieniu zewnętrznym po przeciwnej stronie niż blaszka ochronna
- ZNR – blaszka ochronna i rowek osadczy z pierścieniem osadczym sprężynującym po przeciwnej stronie niż blaszka ochronna
- RS – uszczelka gumowa
- 2RS – uszczelka RS z obu stron łożyska
- RSR – uszczelka gumowa o zwiększonej szczelności
- 2RSR – uszczelka RSR z obu stron łożyska
- RSC – uszczelka gumowa dwuwargowa
- 2RSC – uszczelka RSC z obu stron łożyska
- RSG – uszczelka gumowa dwuwargowa bezstykowa
- 2RSG – uszczelka RSG z obu stron łożyska

Oznaczenia dotyczące koszyka
- J – koszyk tłoczony z blachy stalowej
- Y – koszyk tłoczony z blachy mosiężnej
- F – koszyk masywny stalowy
- M – koszyk masywny mosiężny
- T – koszyk z tekstolitu
- TNG – koszyk z poliamidu wzmocnionego włóknem szklanym
- V – łożysko z pełną liczbą elementów tocznych (bez koszyka)

Dla oznaczenia sposobu prowadzenia koszyka stosuje się dodatkowe litery A lub B. Litera A oznacza, że koszyk jest prowadzony na pierścieniu zewnętrznym. Litera B oznacza, że koszyk jest prowadzony na pierścieniu wewnętrznym. Brak dodatkowej litery oznacza prowadzenie koszyka na częściach tocznych.
Oznaczenia luzu wewnętrznego
- C1 – luz mniejszy niż C2
- C2 – luz mniejszy niż normalny
- C3 – luz większy niż normalny
- C4 – luz większy niż C3
- C5 – luz większy niż C4